# Karnaaj Rally
Karnaaj Rally es un videojuego de carreras y combate en vehículos para Game Boy Advance. Fue lanzado el 2 de enero de 2003. El juego fue bien recibido por la crítica. Fue relanzado en plataformas UIQ3 como K-Rally en 2007.

## Jugabilidad
Karnaaj Rally es un juego de carreras en perspectiva de arriba hacia abajo. El jugador asume el papel de un corredor con un patrocinador. El jugador puede hacer apuestas, comprar armaduras, mejorar su motor o neumáticos y mantener el liderazgo ganando carreras. Las carreras se dividen en temporadas. La carrera final consiste en una carrera lunar.

## Recepción
Karnaaj Rally recibió críticas generalmente favorables. El título mantiene una clasificación del 80% en GameRankings así como una puntuación de 81 sobre 100 en Metacritic basada en 9 reseñas. Recibió una calificación de 8.8 "Excelente" de IGN. También obtuvo una calificación de "bueno" de 7.8/10 de GameSpot en la que se lo califica como "una maravilla para jugar". Posteriormente, la publicación lo nombró el mejor juego de Game Boy Advance de enero de 2003.
El box art de Karnaaj Rally fue criticado por muchos críticos y publicaciones de videojuegos. Apareció en el artículo de 1UP.com titulado "Hey Covers... You Suck!" en el que se lo describe como "...el hombre más feo del mundo saltando frente a la cámara". La reseña del juego realizada por IGN, aunque muy positiva, afirma que es "difícil ignorar el nombre de mierda y el horrible diseño del paquete" y aconseja a los lectores que "nunca juzguen un libro por su portada".
Seanbaby fue criticado por los lectores cuando, en la edición de junio de 2003 de Electronic Gaming Monthly (número 167), revisó el juego basándose únicamente en la portada sin haber jugado. Más tarde lo jugó y lo revisó diciendo "no fue tan malo como parecía" en respuesta a las críticas.